# DLR School Lab

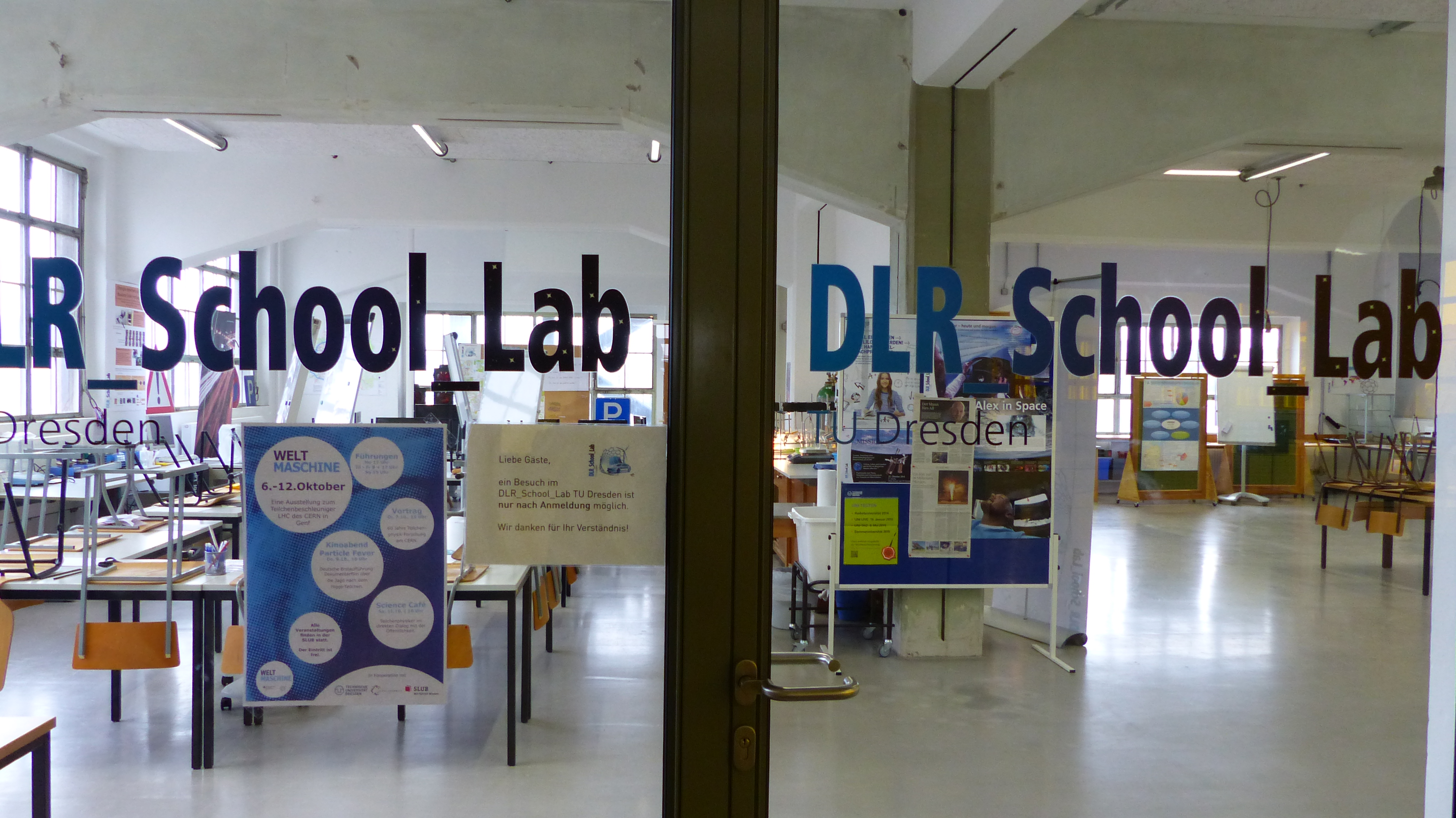
DLR School Lab Dresden

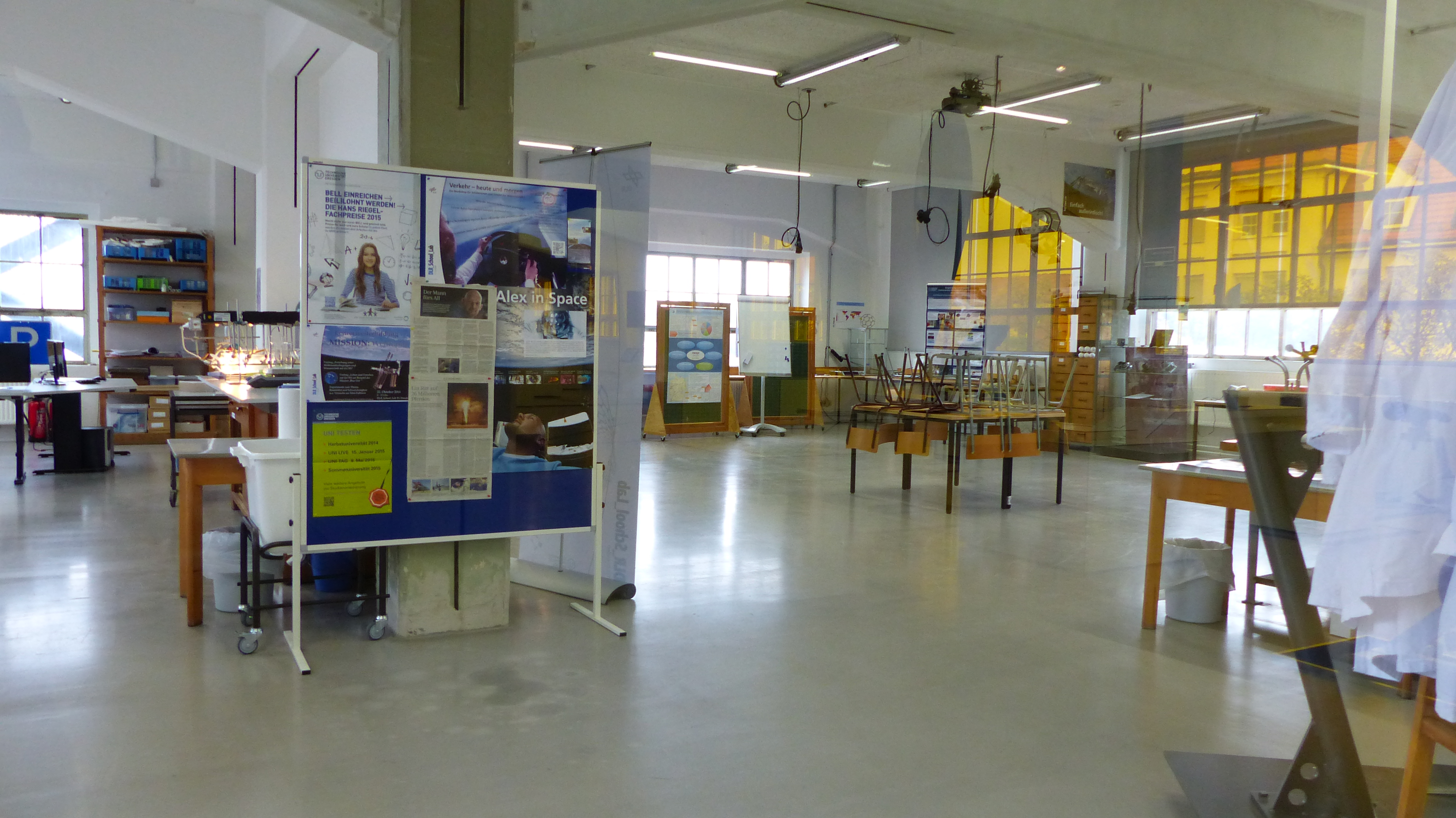
DLR School Lab Dresden

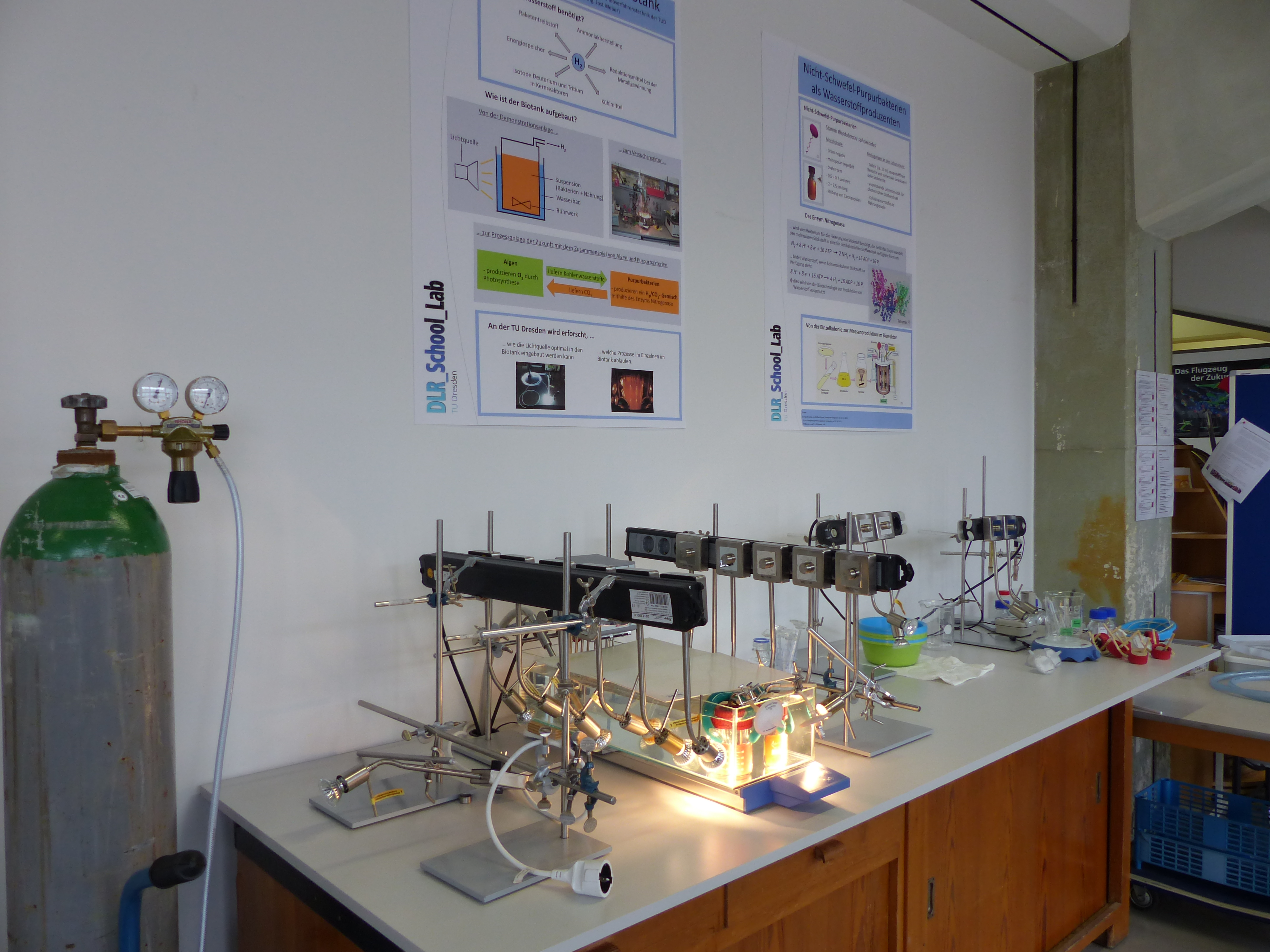
Biotechnologie im DLR School Lab

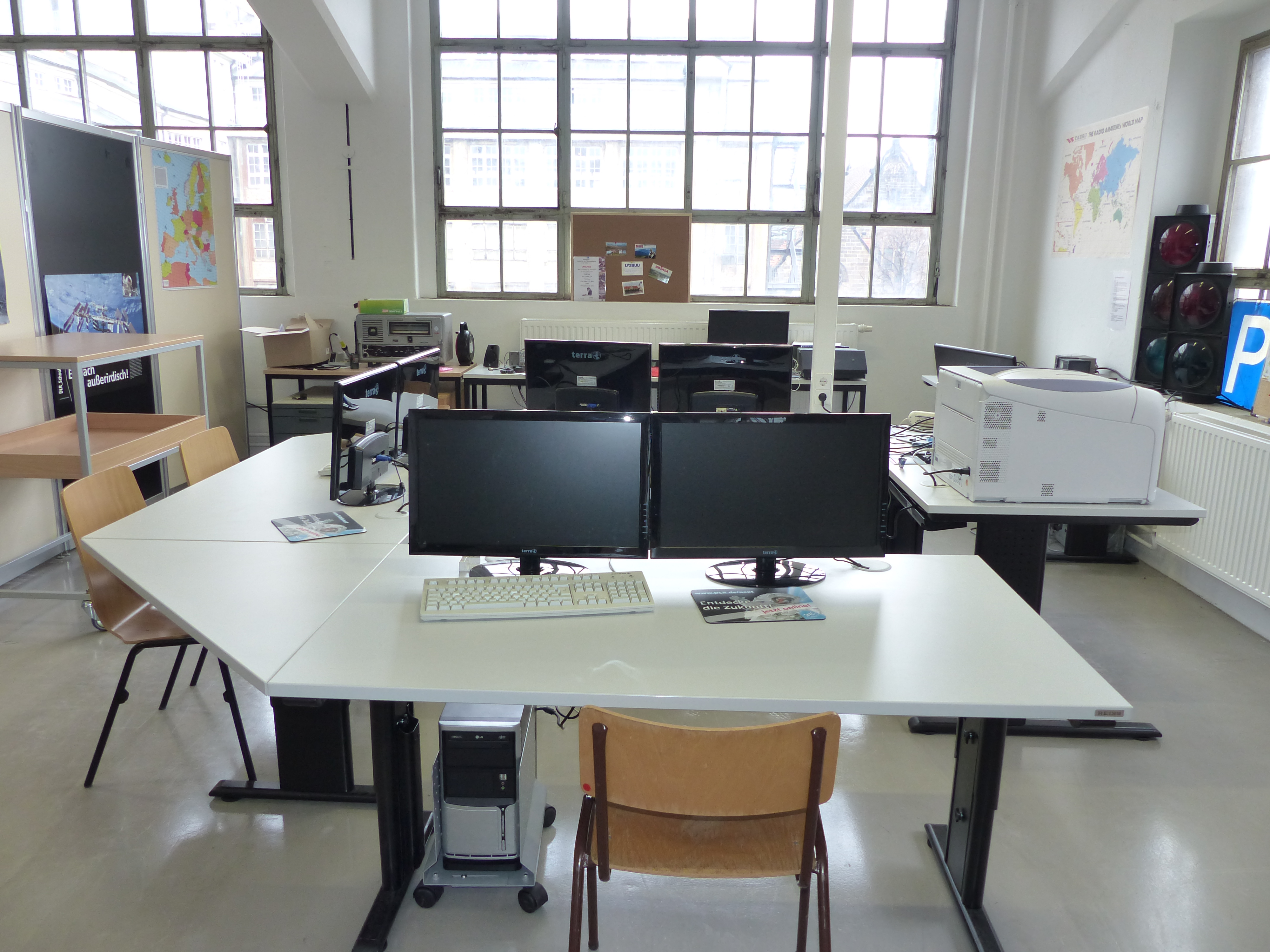
DLR School Lab Dresden

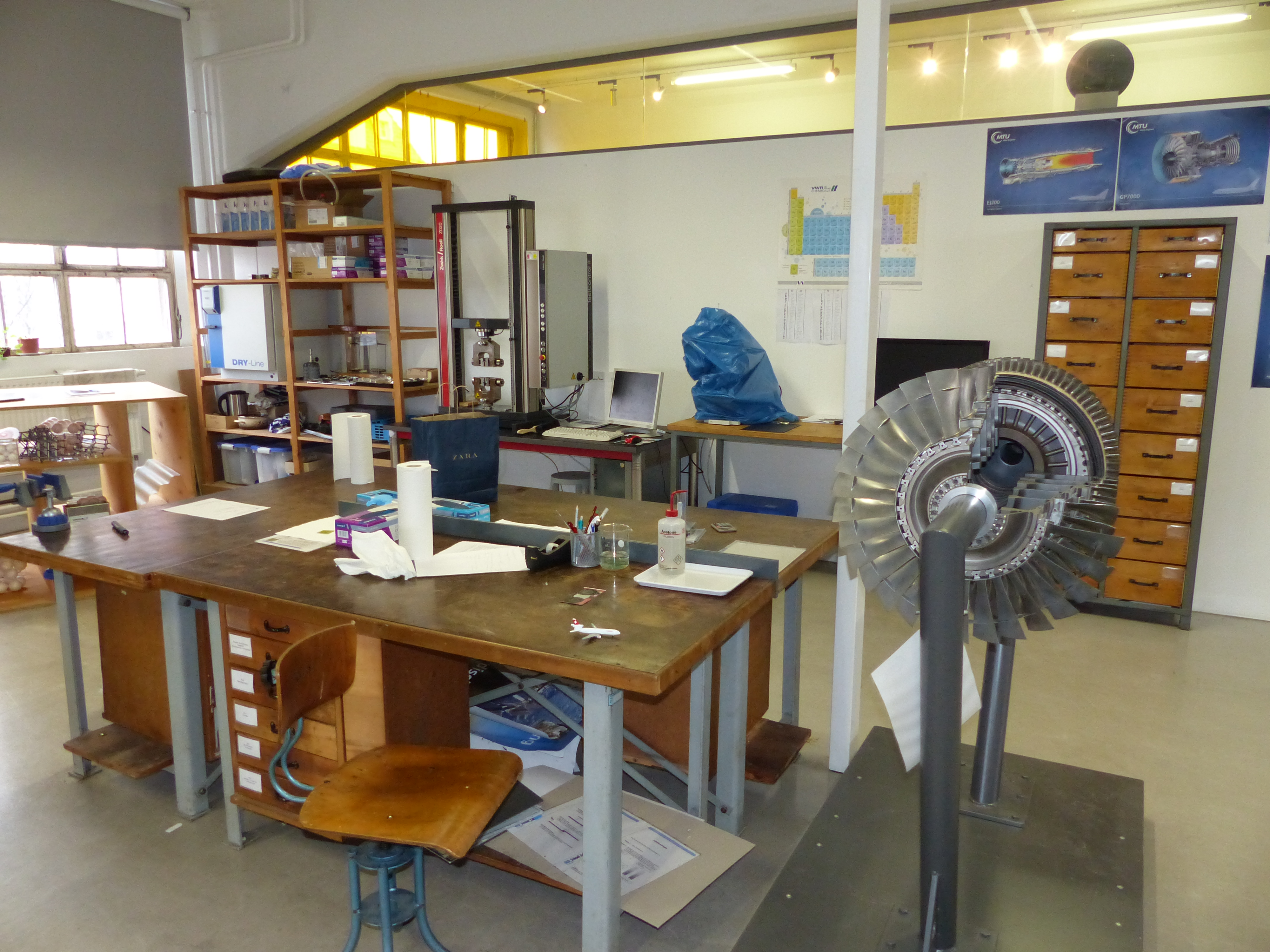
DLR School Lab Dresden

Die DLR School Labs sind Schülerlabore des Deutschen Zentrums für Luft- und Raumfahrt (DLR), die Kindern und Jugendlichen die Gelegenheit bieten, die Welt der Forschung und Technik zu entdecken. Die Schüler können an den verschiedenen DLR-Standorten nicht nur die Arbeitsweise und den Berufsalltag von Wissenschaftlerinnen und Wissenschaftlern kennenlernen, sondern vor allem auch selbst Experimente durchführen, die thematisch mit Forschungsprojekten des DLR aus den Bereichen Luft- und Raumfahrt, Energie und Verkehr korrespondieren.
In den DLR School Labs werden den Schulklassen modernste Forschungsanlagen und High-Tech-Geräte bereitgestellt, über die Schulen in der Regel nicht verfügen. Durch das eigene Experimentieren mit Bezug zur aktuellen Forschung gewinnen die Kinder und Jugendlichen Kenntnisse und Einsichten, die weit über die Möglichkeiten des Schulunterrichts hinausgehen. Ein Besuch in einem DLR School Lab soll daher Lehrkräften eine abwechslungsreiche Ergänzung des Unterrichts bieten; den Schülern soll dabei vermittelt werden, wie sich das in der Schule erworbene theoretische Wissen auf die Praxis übertragen und anwenden lässt.
Die Experimente, die von den DLR School Labs auf die Altersgruppe und den Wissenstand der Schulklassen individuell zugeschnitten werden, umfassen den gesamten Forschungsbereich des DLR – von Entwicklungsarbeiten zum Flugzeug der Zukunft über die Erprobung von Raketentriebwerken bis zu innovativen Technologien wie solarthermischen Kraftwerken oder Brennstoffzellen.
Das DLR engagiert sich stark im Bereich der Nachwuchsförderung, um bei jungen Schülern eine grundsätzliche Begeisterung für Naturwissenschaften und Technik zu wecken sowie in oberen Jahrgangsstufen das Interesse zu vertiefen und möglicherweise zur Wahl einer entsprechenden Ausbildung oder eines Studiums zu motivieren. Daher ist es neben der kognitiven Wissensvermittlung auch Ziel, die Faszination der Forschung zu vermitteln. Das Konzept strebt dabei sowohl Breitenwirkung als auch die Förderung besonders talentierter junger Leute an.

## Geschichte
Das erste DLR School Lab wurde im DLR Göttingen im Jahre 2000 eröffnet. Heute bestehen DLR School Labs an den DLR-Standorten Berlin, Braunschweig, Bremen, Göttingen, Köln, Lampoldshausen/Stuttgart, Neustrelitz und Oberpfaffenhofen sowie an den Partnerhochschulen RWTH Aachen, TU Darmstadt, TU Dortmund und TU Hamburg. Sie betreuen jährlich etwa 40.000 Schüler. Daneben gibt es in Neustrelitz ein DLR Project Lab, das unter anderem Kurse für Schulen aus der Umgebung anbietet.
Am 21. November 2017 wurde in Kooperation mit der Technischen Universität Darmstadt das DLR_School_Lab TU Darmstadt in Darmstadt eröffnet.

## DLR School Labs

### Berlin
Im DLR School Lab Berlin liegt der Schwerpunkt der angebotenen Experimente auf den Themenbereichen Planetenforschung, Optische Informationssysteme sowie Verkehrsforschung. Zurzeit werden folgende Experimente angeboten:
- Sehen mit Augen und Kameras: Experimentierprogramm für die Klassen 5 und 6
- Brennstoffzelle: Wasserstoff – Energielieferant der Zukunft
- Floating Car Data: Der schnellste Weg zum Ziel
- Fernerkundung
- Grätzelzelle: Der Popeye unter den Solarzellen
- Grüne Welle: Das kann doch nicht so schwer sein!?
- Infrarotlicht – Die faszinierende Welt der unsichtbaren Wärmestrahlung.
- Laser: von der Lichtshow bis zur berührungslosen Abstandsmessung
- LSA-Steuerung: Mit Ampeln gegen das Verkehrschaos
- Meteoriten: Eine Gefahr für die Erde?
- Navigation – Mit GPS und Co durch die Wissenschaftsstadt
- Photovoltaik: Sonnige Aussichten für umweltfreundliche Energie
- Schwerelosigkeit: Experimente mit der Mikrogravitation
- Seismologie: Eine Reise zum Mittelpunkt der Erde
- Simulationswelten
- Solarthermie: Wie auch nachts die Sonne für uns scheint
- Stereobilder: Die dritte Dimension vor Augen.
- Triebwerksakustik: Volle Kraft voraus – mit möglichst wenig Lärm!
- Verkehrsmanagement: Staus, über die sich niemand aufregt
- Wärmespeicher: Die Sonne2go im Hosentaschenformat
- Wirtschaftsverkehr: Bananen auf Weltreise

### Braunschweig
Das DLR School Lab Braunschweig wurde im November 2009 eröffnet. Die Experimente beschäftigen sich insbesondere mit den Themen Fliegen und Aerodynamik sowie Verkehr. Zurzeit werden folgende Experimente angeboten:
- Flugsimulator: Landet das Forschungsflugzeug Airbus A320 ATRA!
- Ultraschall-prüftechnik: Dem Verborgenen auf der Spur
- Leiser Fliegen: aber wie? Und was ist überhaupt „laut“?
- Piezobalken: Piezo … was?
- Kometenmission Rosetta: Verabredung mit einem Weltraumkühlschrank
- Fahrerassistenzsysteme: Dem Stress auf der Spur
- Lotsenstand: Als Fluglotse im Tower
- Rotorversuchsstand: Was hat Archimedes mit Helikoptern zu tun?
- Fahrgastwechsel: Immer dieses Gedrängel
- Freiflug: Beispiel-Flugzeuge im Test
- Bahnsicherungstechnik: Mit Logik durch den Zugalltag
- Bahnortung: Findet den Zug!
- Mission ISS: Virtuelle Schwerelosigkeit
- Funken: Elektromagnetische Wellen sorgen für Unterhaltung
- Windkanal: Viel Wirbel um Nichts?
- Fallturm: Ein Fall von Schwerelosigkeit

### Bremen
Seit 2012 können Schülerinnen und Schüler im DLR School Lab Bremen zu den Themenbereichen „Extreme und Gefahren im Weltraum“, „Satellitentechnik und Fernerkundung“ und „Mars-Mission“ experimentieren. Zurzeit werden folgende Experimente angeboten:
Extreme und Gefahren im Weltraum:
- Vakuum: Im All gibt’s keine Luft
- Schwerelosigkeit: Verblüffende Effekte
- Weltraum-Wetter: Auch für die Erde wichtig!

Satellitentechnik und Fernerkundung:
- Infrarot: Unsichtbares sehen
- Lageregelung: High-Tech für Satelliten
- Radar: Die Erde wird vermessen

Mars-Mission:
- Antriebstechnik: Die stärksten Motoren der Welt
- Lande-Navigation: Trainiert es selbst!
- Robotik: „Schlaue“ Rover
- Sensorik und Probenanalyse

### Göttingen
Die Forschung am DLR-Standort Göttingen befasst sich insbesondere mit dem Thema „Fliegen“, das daher auch im dortigen DLR School Lab Göttingen im Mittelpunkt steht. Beim Experimentieren werden den Schulklassen unter anderem Hochgeschwindigkeitskameras sowie Wind- und Wasserkanäle zur Verfügung gestellt. Zurzeit werden folgende Experimente angeboten:
- Physik des Fliegens: Das Geheimnis des Fliegens
- Dem Tornado auf der Spur
- ISS: Wie bleibt sie da oben?
- Hubschrauber
- Tsunamis: Die Macht der Wellen
- Solarenergie
- Lärm: Dem Krach ein Ende
- Messtechnik: Geschwindigkeit ist eine High-Tech-Hexerei
- Der Mini-Fallturm
- Schwingungsfrequenzen: Der Wind als Musikant
- Aerodynamik: Wir bauen einen Windkanal
- Umströmungen: Licht bringt Klarheit
- Eigenschwingungen: Flugzeuge in Gefahr?

### Jena
Das DLR_School_Lab Jena stellt insbesondere Themen der Datenwissenschaft und Digitalisierung in seinen Experimenten und Stationen dar. Dabei werden verstärkt sicherheits- und datenethische Aspekte neuer Technologien wie dem maschinellen Lernen betrachtet, und Kinder und Jugendliche für gesellschaftsrelevante Probleme wie Fake News oder Urheberrechtsverletzungen im Umgang mit Künstlicher Intelligenz sensibilisiert. Ergänzend gibt es eine Reihe an Online-Programmen zu Themen wie Satellitentechnik in Alltag und Forschung, Kunstliche Intelligenz und Neuronale Netze, oder Kryptographie und Datensicherheit.
- Infrarot: Unsichtbares Licht
- Polarisation: Geheimes Leuchten
- Meteorite: Außerirdische Besucher
- Virtuelle Welten: VR und Photogrammetrie
- Quantenkryptographie
- Der KI-Zoo: Künstliche Intelligenz
- In Saus und Braus: der Windkanal
- Mars-Rover für Einsteiger: Programmieren leicht gemacht
- Die schreiende Pflanze: Pflanzenmonitor mit Arduino und Sensoren
- Unter Druck: Die Wasserrakete
- Smartphone-Mikroskopie: Eintauchen ins Mikroversum
- 3D-Druck
- Venus in a box: Fernerkundung via Satellit

### Köln
In der Zentrifugenhalle des DLR Köln wurden früher Astronauten auf ihren Einsatz vorbereitet – heute befindet sich hier das DLR School Lab Köln, in dem zurzeit folgende Experimente angeboten werden:
- Mission to Mars: Wie steuert man Mars-Rover?
- Kometensimulation: Schmutzige Eisbälle mit Schweif?
- Werkstoffe: Warum bricht Glas, beult das Stahlblech und ist Keramik spröde?
- Galvanik: ... zusammen besser?
- Lärmkontrolle: Lärm mit Lärm auslöschen?
- Schwerelosigkeit: Im Fallturm unter die (Zeit-)Lupe genommen
- Vakuum: Forschen im luftleeren Raum
- Infrarot: Unsichtbares Licht
- Solare Wasserreinigung: Kann die Sonne Wasser reinigen?
- Brennstoffzelle: Sind unsere Energiequellen endlich?
- Gravitationsbiologie: Woher weiß ein Pantoffeltierchen wo oben und unten ist?
- Kreislaufphysiologie: Damit der Kreislauf nicht Kopf steht
- Muskelphysiologie: Wie trainieren Astronauten?
- Suche nach Leben: Sind wir allein?
- Der Traum vom Fliegen
- Docking Training: Konzentration unter Stress

### Lampoldshausen / Stuttgart
Im DLR School Lab Lampoldshausen/Stuttgart werden Experimente zu den Forschungsbereichen Raumfahrt und Raketentechnik angeboten: Hier können die Schüler nicht nur Wissenswertes über Ariane-Trägerraketen erfahren, deren Motoren im DLR Lampoldshausen getestet werden, sondern auch ihre eigene Wasserrakete bauen. Zurzeit werden folgende Experimente angeboten:
- Alternative Antriebskonzepte: für Energie in gesunder Umwelt
- Raketenantriebe: die stärksten Maschinen der Welt
- Aerodynamik: Experimente im Windkanal
- Der Flug ins All: Reise in ein geheimnisvolles Vakuum
- Verbrennungstechnik: ein Blick ins Herz der Flamme
- Materialforschung: leicht, stabil und extrem belastbar
- Messtechnik: Unsichtbares sichtbar machen
- Impulserhaltung: von Isaac Newton bis zu mehrstufigen Triebwerken
- Mini-Fallturm: Effekte der Schwerelosigkeit
- Galileo: Europas Satellitennavigations-System

### Neustrelitz
Am DLR-Standort Neustrelitz befindet sich das DLR Project Lab, das Experimente für jüngere Schüler der Jahrgangsstufen 4–8 anbietet, sowie seit September 2011 das DLR School Lab Neustrelitz. Zurzeit werden folgende Experimente angeboten:
1.–7. Klasse:
- Besuch auf der ISS
- Raketen – Transporter ins All
- Astronomische Beobachtung
- Satellit TET1
- Mars in 3D
- Wetterbilder verstehen
- Unsichtbares sichtbar machen
- Roboterarm
- Grundlagen des Fliegens

8.–13. Klasse:
- Lichtwellenleiter: Informationsübertragung so schnell wie das Licht
- Erdrotation und Pendelschwingung
- Der Countdown läuft
- Schwerelosigkeit im Minifallturm
- Unter Vakuum
- Mit Satelliten navigieren – von GPS zu Galileo
- Live aus dem All – die Erde von oben betrachten
- NOAA – von den Rohdaten zum Satellitenbild
- Kommunikation per Welle
- Faszination Licht – Regenbogen & Co.

### Oberpfaffenhofen
Im DLR School Lab Oberpfaffenhofen erforschen die Kinder und Jugendlichen unter anderem Umwelt und Atmosphäre und lernen, was sich hinter den Fachbegriffen Hochfrequenztechnik und Mechatronik verbirgt. Den Schulklassen werden beim Experimentieren Technologien zur Verfügung gestellt, die üblicherweise von den Wissenschaftlern des DLR verwendet werden: Sensoren, Roboter, das Satellitendatenarchiv, einen Profiarbeitsplatz für Meteorologen und vieles mehr. Zurzeit werden folgende Experimente angeboten:
- ASUROnaut: Mission to Mars
- Tunnelbohrmaschine: Die größten Maschinen der Welt
- Infrarotmesstechnik: Das Unsichtbare sichtbar machen
- Lasertechnologie: Laser-Radar – berührungsloses Messen
- Robotik: Roboter – Hilfsarbeiter aus Stahl und Blech?
- Radarmesstechnik: Mikrowellen im Einsatz
- Satellitennavigation: Orientierung leicht gemacht
- Umweltspektroskopie: unser Lebensraum auf dem Prüfstand
- Wetter und Klima: Welche Zutaten braucht eine moderne Wettervorhersage?
- Erdbeobachtung mit Satelliten: unsere Erde aus der Sicht von Satelliten
- Virtuelle Mechanik: Was passiert, wenn … Oder: Damit man vorher schon schlauer ist
- Flugteam-Simulator: Teamtraining für den Ernstfall
- MORABA – Mobile Raketenbasis: Raketenforschung für die Erde

### RWTH Aachen
Das DLR School Lab RWTH Aachen eröffnete im Jahr 2013 in Kooperation des DLR mit der RWTH Aachen. Im DLR School Lab RWTH Aachen werden Experimente aus den Bereichen Luft- und Raumfahrt, Energie- und Verkehrsforschung geboten, mit dem Fokus auf Robotik und Künstlicher Intelligenz. Zurzeit werden folgende Experimente angeboten:
- Autonome Flugsysteme – wie Technik in die Luft geht
- A Walk on Mars – ferne Welten vor Ort erleben
- Erneuerbare Energien – woher kommt die Energie von morgen?
- Verkehr – reale Phänomene in virtuellen Welten
- Industrieroboter – Kraftprotze, die zur Hand gehen
- Humanoide Roboter – den Menschen zum Vorbild

### TU Darmstadt
Das DLR School Lab TU Darmstadt wurde im Jahr 2017 eröffnet und widmet sich in Kooperation mit der Technischen Universität Darmstadt den Schwerpunkt Themen Luft- und Raumfahrt, Informationstechnologie, Robotik und Hightech-Materialien. Zurzeit werden folgende Experimente angeboten:
- Robotik
- Luftfahrt
- Schwerelosigkeit
- Vakuum
- Kontrollzentrum
- Die virtuelle Erde
- Hightech-Materialien

### TU Dortmund
Das DLR School Lab TU Dortmund entstand im Jahre 2008 in Kooperation des DLR mit der Technischen Universität Dortmund. Das Angebot vereint die Forschungsschwerpunkte des DLR mit denen der TU Dortmund, sodass den Schülern ein vielfältiges Experimentierprogramm zur Verfügung gestellt wird. Zurzeit werden folgende Experimente angeboten:
Energie und Fahrzeuge der Zukunft:
- Brennstoffzellen
- AutoLab
- Werkstoffe

Robotik und virtuelle Welten:
- Servicerobotik
- Haptische Interaktion
- Stereoskopische 3D-Darstellung

Aufbau der Materie:
- Mikrokapseln
- Flammenspektroskopie
- Wellen und Interferenz

Weltraum:
- Schwerelosigkeit
- Chaos im Sonnensystem

### TU Dresden
Seit November 2013 existiert in den Räumlichkeiten der Technischen Sammlungen Dresden das DLR School Lab TU Dresden. Es entstand aus einer Kooperation des DLR mit den Technischen Sammlungen und der Technischen Universität Dresden. Die Schwerpunktthemen des DLR School Lab TU Dresden sind Energie und Mobilität. Daraus abgeleitet ergeben sich die drei Versuchsblöcke Materialkunde und Werkstofftechnik, Verkehrssteuerung sowie alternative Methoden zur Energieversorgung. In jedem dieser drei Blöcke gibt es unterschiedliche Versuche zur Auswahl:
Material und Werkstoffkunde:
- Grundlagenmodul
- Reise ins Innere eines Flugzeugs
- Ultraleicht und doch stabil: Wie Faserverbundwerkstoffe helfen, leichtere Autos zu bauen
- Eine gute Verbindung: Auf der Suche nach dem Superkleber!
- Wasserabweisende Oberflächen – der Natur abgeschaut

Verkehrssteuerung:
- Verkehrsleitsysteme: Dem Verkehrskollaps vorbeugen

Energie:
- Hier geht’s heiß her: Kraftwerksprozesse mit höchsten Wirkungsgraden
- Energie speichern, aber wie? Rasante Fahrt mit Supercaps
- Organische Photovoltaik: flexible Sonnenenergie für die Zukunft schon heute erleben
- OLED – das organische Licht der Zukunft
- Weiße Biotechnologie: Wasserstoff aus dem Biotank
- Energiegewinnung im Weltraum – Strom ernten mit thermoelektrischen Generatoren

### TU Hamburg
Hamburg ist der weltweit drittgrößte Standort der zivilen Luftfahrtindustrie, weshalb sich das auf dem Campus der Technischen Universität Hamburg gelegene DLR School Lab insbesondere mit dem Thema Fliegen befasst. Die Schüler lernen die Prinzipien des Fliegens kennen und können unter anderem auch Strömungen sichtbar machen. Zurzeit werden folgende Experimente angeboten:
Luftfahrt:
- Der Flugsimulator
- Der Seifenfilm-Kanal
- Der Akustik-Messstand
- Fliegen verstehen: der Rundlauf
- Der Windkanal
- Der Flatter-Versuchsstand

Schifffahrt:
- Das Schwingungslabor
- Das Festigkeitslabor
- Das große Wasserbecken
- Der Schiff-Führungssimulator